# Manipur
Manipur  (মনিপুর) északkeleti indiai állam; fővárosa Imphal.

## Földrajz
Az állam 3 hegyvonulaton helyezkedik el. Az északi hegyek 2500 méter magasak. A legfontosabb folyók: Csindwin és az Irawadi. India egyik legkisebb állama.